# Kim Moon-soo
Kim Moon-soo, född 29 december 1963, är en sydkoreansk idrottare som tog guld i badminton tillsammans med Park Joo-bong vid olympiska sommarspelen 1992 i Barcelona.